# Río Quillayute
El río Quillayute (también deletreado río Quileute) es un río situado en la Península Olímpica en Washington. Desemboca en el Océano Pacífico en La Push, Washington. El río Quillayute está formado por la confluencia del río Bogachiel, el río Calawah y el río Sol Duc. El río Dickey se une al Quillayute justo por encima de la desembocadura del río en el Océano Pacífico.
Aunque el Quillayute es uno de los principales ríos de la Península Olímpica y tiene una gran área de drenaje, debido a una inusual disposición de sus nombres es oficialmente muy corto, con sólo unas 6.4 kilómetros de longitud. En la confluencia de los ríos Sol Duc y Bogachiel termina el uso del nombre Quillayute, aunque el río continúa adentrándose en el interior.
El nombre «Quillayute» procede del pueblo Quileute. En la lengua quileute el nombre es /kʷoʔlíːyot'/, que quizá deriva de /kʷolíː/ («lobos»), y era el nombre de un pueblo de La Push.
El río Quillayute es el centro actual, tradicional y ancestral del territorio de la tribu nativa Quileute, que antes de la colonización europea ocupaba toda la cuenca de drenaje (más la del río Hoh). En la actualidad, los nativos viven en la ciudad de La Push, en su pequeña reserva que linda con la orilla sur del río en la desembocadura.
Los últimos 3.2 a 4.8 km en la desembocadura del Quillayute pasan por la estrecha franja costera del Parque Nacional Olímpico. Las carreteras del parque conducen a la zona recreativa de Mora y Rialto Beach, en el lado norte del Quillayute. Hay instalaciones para acampar y hacer pícnic, aparcamiento público y acceso por senderos a la franja costera salvaje al norte del río.

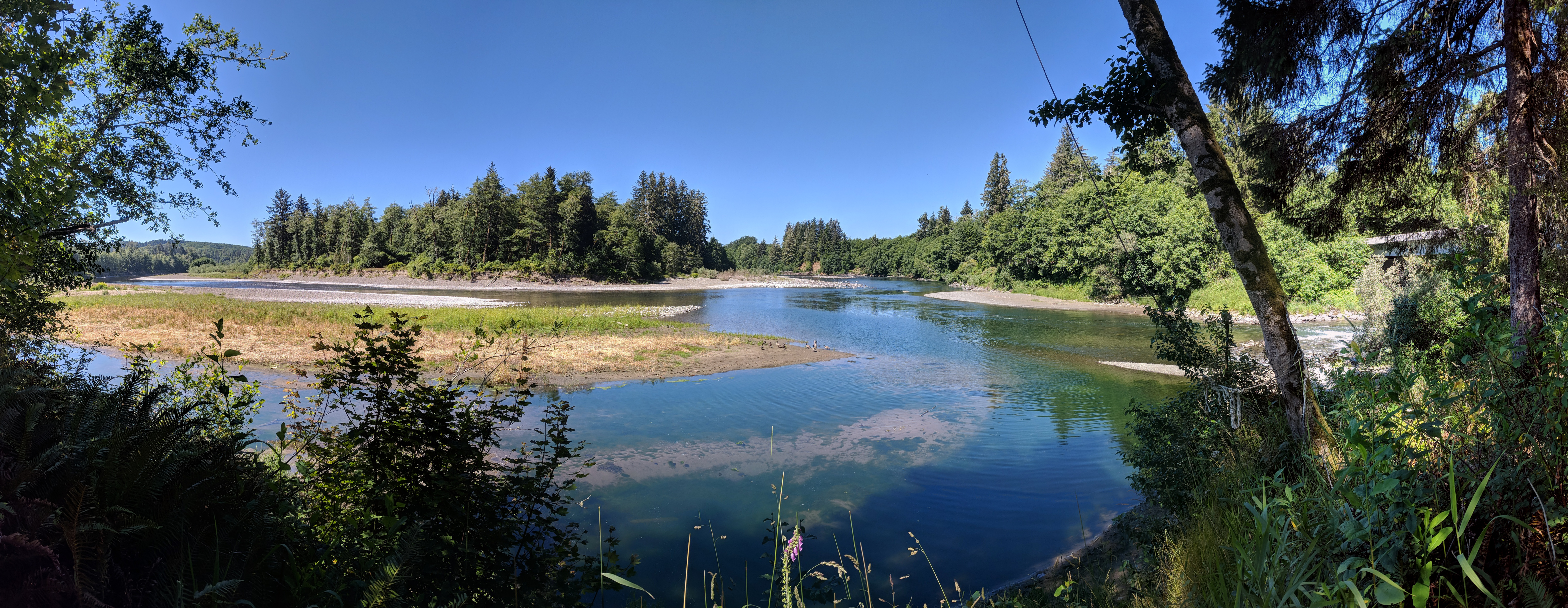
Vista panorámica, desde el parque Leyendecker, de la confluencia del río Bogachiel (izquierda y centro) y el río Sol Duc (derecha) para formar el Quillayute.